# ガイウス・アウレリウス・コッタ (紀元前252年の執政官)
ガイウス・アウレリウス・コッタ（ラテン語: Gaius Aurelius Cotta）は共和政ローマのプレプス（平民）出身の政務官。紀元前252年と紀元前248年にコンスル（執政官）を務め、第一次ポエニ戦争で軍の指揮を執った。紀元前241年にはケンソル（監察官）に就任している。

## 出自
プレプスであるアウレリウス氏族の出身であり、父のプラエノーメン（第一名、個人名）はルキウス、祖父はガイウスで、氏族初の執政官である。

## 経歴
紀元前252年、同僚のパトリキ（伝統的貴族）プブリウス・セルウィリウス・ゲミヌスと共に執政官に就任した。この頃は第一次ポエニ戦争の最中であり、両執政官は共同して海軍の作戦の指揮を執ることとなった。軍を率いてシキリア北岸のカルタゴ最後の拠点であったテルマエ・ヒメレンシスを占領し、続いてアエオリア諸島のリパラに上陸、これを包囲した。その直後鳥占いのためにメッサナ戻る必要ができ、軍を親戚のトリブヌス・ミリトゥム（高級士官）であるプブリウス・アウレリウス・ペクニオラに委ねた。しかし、コッタの留守中にローマ軍野営地は焼き討ちにあい、軍全体が捕虜となる寸前となってしまったため、ペクニオラを鞭打ち刑に処し、さらに一兵士に降格させた。その後すぐにリパラは陥落した。その年のうちにコッタはローマに帰還し、凱旋式を実施した。シキリアでは、エクィテス（騎士階級）の一部が命令に従わなかったため、監察官に報告して降格させたエピソードが残っている。
紀元前248年、二度目の執政官に就任、同僚執政官は前回と同じゲミヌスであった。また翌年の執政官の一人はルキウス・カエキリウス・メテッルスで、E. Badianはアウレリウス氏族、セルウィリウス氏族、カエキリウス・メテッルス家の強い結びつきを示唆している。この関係は紀元前2世紀の終わりまで継続した。
第一次ポエニ戦争は続いており、両執政官はシキリアでの作戦を実施したが、大きな成果は得られなかった。両国共に長引く戦争に疲弊しており、軍事行動も緩慢になっていた。カルタゴはリリュバエウムとドレパナから動かず、これを攻略できなかった。
紀元前241年、監察官に就任、同僚はパトリキのマルクス・ファビウス・ブテオであった。ケンスス（国勢調査）では、ローマの人口は、260,000または250,000とされている。位は執政官の方が上であるが、当時の慣習で監察官に就任できるのは執政官経験者であったため、実質的にはこれがコッタの最高職となった。
紀元前231年、ディクタトル（独裁官）ガイウス・ドゥイリウスのマギステル・エクィトゥム（副官）に指名されているが、戦争のためではなく選挙の管理のためであった。

## 家族
E. Badianは、コッタには二人の息子がいたと推定している。紀元前216年のレガトゥス（軍団副官）であったガイウス・アウレリウス・コッタ、同年のアエディリス（按察官）マルクス・アウレリウス・コッタで、ガイウス・アウレリウス・コッタ (紀元前200年の執政官)は孫にあたる。

## 参考資料

### 古代の資料
- ウァレリウス・マクシムス『有名言行録』
- セクストゥス・ユリウス・フロンティヌス『戦術論』
- エウセビオス『年代記』
- ヒエロニムス『年代記』
- カピトリヌスのファスティ

### 研究書
- Badian E.  Caepio and Norbanus (notes on the decade of 100-90 BC) // Studia Historica. - 2010. - number X . - P. 318-346 .
- Egorov A. Julius Caesar. Political biography. - St. Petersburg. : Nestor-History, 2014. - 548 p. - ISBN 978-5-4469-0389-4 .
- Rodionov E. Punic Wars. - St. Petersburg. : SPbGU, 2005. - 626 p. - ISBN 5-288-03650-0 .
- Broughton R. Magistrates of the Roman Republic. - New York, 1951. - Vol. I. - P. 600.
- Klebs E.  Aurelius 94 // RE. - 1896. - T. II, 2 . - С. 2481-2482 .